# Nero vite
Il nero vite è un pigmento pittorico noto già ai Greci, si produce carbonizzando i tralci di vite.
È composto essenzialmente da carbonio con impurità di sali di potassio e sali di sodio.
Si presenta come una polvere leggerissima con discreto potere coprente. Ha una tonalità meno calda rispetto al nero d'avorio, miscelato ai bianchi dà dei grigi neutri e molto stabili.

## Nomi alternativi
- Nero di fecce di vino
- Nero di fermento
- Nero di vinaccia